# 戸田裕之 (翻訳家)
戸田 裕之（とだ ひろゆき、1954年 - ）は、日本の翻訳家。
島根県生まれ。早稲田大学卒業後、編集者を経て翻訳家になる。英米のサスペンス小説を多く翻訳。

## 翻訳
- 『大統領執務室』（スティーヴン・J・カーシュ、二見文庫 ザ・ミステリ・コレクション） 1989
- 『サンタモニカ・ダンディ』（エド・ナーハ、二見文庫 ザ・ミステリ・コレクション） 1990
- 『イラン密約空路』（ジョン・T・スミス、二見文庫 ザ・ミステリ・コレクション） 1991
- 『トイ・ソルジャー』（ウィリアム・P・ケネディ、二見文庫 ザ・ミステリ・コレクション） 1991
- 『見えない爆撃機』（バーナビー・ウィリアムズ、二見文庫 ザ・ミステリ・コレクション 第三次世界大戦シリーズ） 1992
- 『19便、魔の離陸』（ロバート・P・デイヴィス、二見書房 ザ・ミステリ・コレクション） 1993
- 『ペルシャ湾の馬』（マーク・アイヴァースン、文春文庫） 1993
- 『フセインに捕われた50日』（ジョン・ピーターズ,ジョン・ニコル、新潮社） 1994
- 『マフィア・コップ』（ルー・エッポリト,ボブ・ドルーリー、扶桑社ノンフィクション） 1994
- 『狂気のコードネーム<明後日>(ユーバーモルゲン)』上・下（アラン・フォルサム、新潮文庫） 1995
- 『第一夫人同盟』上・下（オリヴィア・ゴールドスミス、文春文庫） 1995
- 『裏切りの紋章』（ドナルド・ジェイムズ、新潮文庫） 1996
- 『奇襲』（ジュリアン・J・サヴァリン、二見文庫 ザ・ミステリ・コレクション） 1996
- 『高額慰謝料』（シェルビー・ヤストロウ、集英社文庫） 1996
- 『電撃』（ティモシー・リッツィ、二見文庫 ザ・ミステリ・コレクション） 1996
- 『エルキュール・ポアロ』（アガサ・クリスティ、集英社文庫、世界の名探偵コレクション10） 1997
- 『私がベアリングズ銀行をつぶした』（ニック・リーソン、新潮社） 1997
- 『炎の鷲』上・下（ティモシー・リッツイ、二見文庫 ザ・ミステリ・コレクション） 1998
- 『ミステリー・クラブ事件簿』（デイル・フルタニ、集英社文庫） 1998
- 『殺戮投法』（トム・シーヴァー, ハーブ・レズニコウ、新潮文庫） 1999
- 『告解の日』上・下（アラン・フォルサム、新潮文庫） 2000
- 『マネートレーダー 銀行崩壊』（ニック・リーソン、新潮文庫） 2000
- 『イチローUSA語録』（デイヴィッド・シールズ編、永井淳共訳、集英社新書） 2001
- 『ゴッドファーザー伝説 ジョゼフ・ボナーノ一代記』（ビル・ボナーノ、集英社） 2002
- 『ジェットスター緊急飛行』（カム・マージ、ソニー・マガジンズ ヴィレッジブックス） 2002
- 『ノアの洪水』（ウィリアム・ライアン, ウォルター・ピットマン、集英社） 2003
- 『皇帝の血脈』上・下（アラン・フォルサム、新潮文庫） 2005
- 『高度一万フィートの死角』（カム・マージ、ソニー・マガジンズ ヴィレッジブックス） 2006
- 『水の神秘 科学を超えた不思議な世界』（ウェスト・マリン、河出書房新社） 2006
- 『チベット侵略鉄道 中国の野望とチベットの悲劇』（アブラム・ラストガーテン、集英社） 2008
- 『カラシニコフ銃AK47の歴史 世界で最も愛された民衆の武器』（マイケル・ホッジズ、河出書房新社） 2009
- 『屍車』（ジョー・シュライバー、集英社文庫） 2009
- 『生物の驚異的な形』（エルンスト・ヘッケル、小畠郁生日本語版監修、河出書房新社） 2009
- 『弔いのイコン』（ゲイリー・ヴァン・ハース、ランダムハウス講談社） 2009
- 『小さな命が呼ぶとき』上・下（ジータ・アナンド、新潮文庫） 2010
- 『魔女遊戯』（イルサ・シグルザルドッティル、集英社文庫） 2011

### ケン・フォレット
- 『針の眼』（ケン・フォレット、新潮文庫） 1996、のち創元推理文庫
- 『コードトゥゼロ』（ケン・フォレット、小学館） 2002、のち文庫
- 『鴉よ闇へ翔べ』（ケン・フォレット、小学館） 2003、のち文庫
- 『ホーネット、飛翔せよ』上・下（ケン・フォレット、ソニー・マガジンズ ヴィレッジブックス） 2004
- 『大聖堂 - 果てしなき世界』上・中・下（ケン・フォレット、ソフトバンク文庫） 2009
- 『巨人たちの落日』上・中・下（ケン・フォレット、ソフトバンク文庫、百年三部作） 2011
- 『凍てつく世界』I - Ⅳ （ケン・フォレット、SB文庫、百年三部作)  2014
- 『永遠の始まり』I - Ⅳ （ケン・フォレット、SB文庫、百年三部作)  2016
- 『火の柱』上・中・下 (ケン・フォレット 、扶桑社海外文庫） 2020
- 『ネヴァー』上・中・下 (ケン・フォレット、扶桑社BOOKSミステリー) 2021

### グレン・ミード
- 『雪の狼』（グレン・ミード、二見文庫 ザ・ミステリ・コレクション） 1997
- 『ブランデンブルクの誓約』上・下（グレン・ミード、二見文庫 ザ・ミステリ・コレクション） 1999
- 『熱砂の絆』上・下（グレン・ミード、二見文庫 ザ・ミステリ・コレクション） 2000
- 『亡国のゲーム』上・下（グレン・ミード、二見文庫 ザ・ミステリ・コレクション） 2003
- 『すべてが罠』上・下（グレン・ミード、二見文庫 ザ・ミステリ・コレクション） 2005
- 『地獄の使徒』上・下（グレン・ミード、二見文庫 ザ・ミステリ・コレクション） 2007

### ブライアン・フリーマントル
- 『報復』上・下（フリーマントル、新潮文庫） 1998 - チャーリー・マフィンシリーズ
- 『流出』上・下（フリーマントル、新潮文庫） 1999 - チャーリー・マフィンシリーズ
- 『待たれていた男』上・下（フリーマントル、新潮文庫） 2002 - チャーリー・マフィンシリーズ
- 『城壁に手をかけた男』上・下（フリーマントル、新潮文庫） 2004 - チャーリー・マフィンシリーズ
- 『ネームドロッパー』上・下（フリーマントル、新潮文庫） 2008
- 『片腕をなくした男』上・下（フリーマントル、新潮文庫） 2009 - チャーリー・マフィンシリーズ
- 『顔をなくした男』上・下（フリーマントル、新潮文庫） 2012 - チャーリー・マフィンシリーズ
- 『魂をなくした男』上・下（フリーマントル、新潮文庫） 2014 - チャーリー・マフィンシリーズ

### ジェフリー・アーチャー
- 『遥かなる未踏峰』上・下（ジェフリー・アーチャー、新潮文庫） 2010
- 『15のわけあり小説』（ジェフリー・アーチャー、新潮文庫） 2011
- 「クリフトン年代記」全7部（ジェフリー・アーチャー、新潮文庫） 2013
  1. 『時のみぞ知る』上・下
  2. 『死もまた我等なり』上・下
  3. 『裁きの鐘は』上・下
  4. 『追風に帆を上げよ』上・下
  5. 『剣より強し』上・下
  6. 『機は熟せり』上・下
  7. 『永遠に残るは』上・下
- 『嘘ばっかり』（ジェフリー・アーチャー、新潮文庫） 2018
- 『運命のコイン』上・下（ジェフリー・アーチャー、新潮文庫） 2019
- 『レンブラントをとり返せ ロンドン警視庁美術骨董捜査班』 (ジェフリー・アーチャー、 新潮文庫) 2020
- 『まだ見ぬ敵はそこにいる ロンドン警視庁麻薬取締独立捜査班』（ジェフリー・アーチャー、ハーパーBOOKS） 2021
- 『悪しき正義をつかまえろ ロンドン警視庁内務監察特別捜査班』 (ジェフリー・アーチャー、ハーパーBOOKS)  2022

### ジョー・ネスボ
- 『スノーマン』上・下（ジョー・ネスボ、集英社文庫） 2013
- 『ザ・バット 神話の殺人』 (ジョー・ネスボ、集英社文庫） 2014
- 『ネメシス 復讐の女神』上・下 (ジョー・ネスボ、集英社文庫） 2015
- 『ザ・サン 罪の息子』上・下（ジョー・ネスボ、集英社文庫） 2016
- 『悪魔の星』上・下（ジョー・ネスボ、集英社文庫） 2017
- 『贖い主 顔なき暗殺者』上・下（ジョー・ネスボ、集英社文庫） 2018
- 『レパード 闇にひそむ獣』上・下（ジョー・ネスボ、集英社文庫） 2019
- 『ファントム 亡霊の罠』上・下（ジョー・ネスボ、集英社文庫） 2020

## 参考
- 新潮社